# Verwaltungsgemeinschaft Wiesau
Die Verwaltungsgemeinschaft Wiesau liegt im Oberpfälzer Landkreis Tirschenreuth und wird von folgenden Gemeinden gebildet:
1. Falkenberg, Markt, 920 Einwohner, 39,26 km²
2. Wiesau, Markt, 3963 Einwohner, 42,71 km²

Sitz der 1978 gegründeten Verwaltungsgemeinschaft ist Wiesau.
Der Verwaltungsgemeinschaft gehörten von der Gründung am 1. Mai 1978 bis 31. Dezember 1979 auch die Marktgemeinde Fuchsmühl und die Gemeinde Friedenfels an.